# Clear -クリア-
『Clear -クリア-』は、2007年8月24日にMOONSTONEより発売された18禁美少女アドベンチャーゲームである。2008年5月3日には、ファンディスク『Clear クリスタルストーリーズ』が発売された。
2009年2月19日には、PlayStation 2用にコンシューマー移植された『Clear 新しい風の吹く丘で』が発売された。

## 作品

### Clear -クリア-
とある島を舞台に、“人と違う”ことから孤独感を抱える主人公の少年が、少しずつ周囲のヒロインたちと交流していく物語である。学園物らしく学園祭や臨海学校などのイベントもあるが、「吸血種」「退魔師」など不思議要素も含んだストーリー展開となっている。
作品企画はブランドの前作『Gift 〜ギフト〜』制作中の2005年春頃から始まり、ファンディスク『Giftにじいろストーリーズ』の制作中に固められ、2006年2月頃からシナリオ作業に入った。『Gift 〜ギフト〜』が萌え系の話だったため、本作品は重苦しくならない程度のシリアス路線となった。シナリオ担当の呉は、一般的に美少女ゲームの主人公は無味無臭で個性がないため、「今回は主人公をきっちり書きたい」と個性の立ったキャラクター作りを意識した。また、主人公が自分の周囲との間に透明な壁（疎外感）を感じているところから、「透明」を意味する『Clear』がタイトルとなった。
原画のMithaと稲垣みいこは、『Gift 〜ギフト〜』に引き続いての担当となった。同じく原画の成瀬守は、オリジナルキャラクターの同人誌がスタッフの目に留まったことがきっかけで起用された。
ゲームシステムでは、太陽の光や波などのアニメーション、キャラクターと背景の同時スライドなど、演出に工夫が凝らされている。

### Clear クリスタルストーリーズ
本編の5人のヒロインのアフターストーリー、ネンのアナザーストーリーが収録されたファンディスク。公式サイトの通販と、イベント「ドリームパーティー東京」（2008年5月3日）・「ドリームパーティー大阪」（同5月18日）限定で発売された。その後、2009年8月7日からダウンロード版が発売された。
作品企画は本編の開発終了直後に始まった。本編の物語は完結しているが、キャラクターとのやり取りを楽しみたいユーザーのため、アフターストーリーやアナザーストーリーが企画された。
ゲームシステムでは、本編に比べて演出がさらに進化している。

### Clear 新しい風の吹く丘で
コンシューマー移植されたPlayStation 2版。2人の攻略ヒロインが追加されている。

## あらすじ
（出典：）
6月10日。行野光一はとある事件を起こしたため、東京から数年ぶりに故郷・春賀島（はるかじま）へ1人で帰ってきた。光一は自分を追って島へやってきた義妹の無月、再会した幼なじみの美姫などと共に日々を送りながら、「吸血種」であり、一部の記憶や感情を欠いている自分自身へと向き合っていく。

## 登場人物
（出典：）
※声優は「PC版・ドラマCD/PS2版」の順。

### 主人公
行野 光一（ゆきの こういち）
声：阿川秋也（ドラマCDのみ）/不明
本作の主人公。琴が丘学園三部2年C組。基本的に無欲で人畜無害だが、斜に構えて面倒臭がりな所がある。実は「吸血種」で、血を見ると衝動を抑えきれず舐めようとしてしまうが、自分から人を襲ったりすることはない。また霊感があり、幽霊を見ることができる。「少年時代の一部の記憶が無い」「感情の一部が欠けている」状態で、他人の気持ちを推し量ることがなかなかできず、「普通の人とは違う」自分に大きなコンプレックスを持っている。また、実の祖父である寒月相手にも基本的に敬語で会話している。他人との間に透明な壁を作っていることもあり妙に理屈っぽく、文語のような表現を多用している。
東京で父親と義妹の無月と3人で暮らしていたが、通っていた学園で吸血種であることがばれてしまったため、物語冒頭で故郷の春賀島へ帰る。祖父の寒月の家で、後を追ってきた無月と共に居候している。転入した琴が丘学園では、無月と一緒に水泳部で活動している。

### ヒロイン
行野 無月（ゆきの なつき）
声：水瀬沙季/同左
3月31日生まれ/おひつじ座 身長155cm/体重42kg B79（A）/W51/H80 テーマ曲：春風shine
学園三部1年E組。光一の義妹。髪型は黒のツインテールをツーサイドアップにしている。光一から見て母方の従妹で、もともと汀家の人間だったが、両親が他界してしまったため行野家の養子となった。光一の後を追い、父親の制止を振り切って春賀島へやってくる。「お兄ちゃんの保護者」を自称し、これまであれこれと光一の世話（家事全般）をしてきたが、居候先の寒月家ではののかがいるためなかなか出番がない。内弁慶で人見知り。多趣味だが飽きっぽく長続きしない。桜子の影響で水泳に興味を持ち、学園転入後に水泳部へ入部する。
月村 美姫（つきむら みき）
声：観村咲子/神田理江
6月5日生まれ/ふたご座 T160/BW47 B86（F）/W54/H86 テーマ曲：フローティング
学園三部2年C組。光一の幼馴染で隣に住む。髪型はピンクのロングヘアー。のんびりおっとりしておしとやかで、成績もスタイルもいい美人のため学園の男子に大人気だが、本人に自覚は無い。ボランティア部に所属し、日頃の活動を通じて街の人達からも人気がある。体は華奢だが、かつては合気道を習っていた。
岡本 ののか（おかもと ののか）
声：大野まりな/同左
5月15日生まれ/おうし座 T152/BW42 B80（B）/W50/H81 テーマ曲：あかね色の空
学園三部3年B組。髪型は黒のツインテール。行野邸で働くメイドで、仕事には一生懸命で料理もうまいが、粗忽者で失敗が多い。記憶喪失で両親や家など過去が全くわからず、2年前に寒月に拾われて居候となり、本人の意志でメイドをするようになった。寒月が「ののちゃん」と呼び、周囲にも強制しているため、「ののちゃん」が通称になっている。学園では春乃に誘われて絵本部に入り、自分の体験を元にした絵本を描き上げようとしている。土日は老人ホームへ通い、おしゃべりやレクリエーションを老人達と楽しんでいる。
本町 春乃（もとまち はるの）
声：草野花恋/土谷麻貴
10月10日生まれ/てんびん座 T162/BW45 B83（C）/W52/H82 テーマ曲：シーズン
学園三部1年A組。行動力とポジティブシンキングが取り柄の明るい少女。蛭子神社で巫女見習いのバイトをしており、自身の幽霊を呼び寄せる体質を活かして緋雨の退魔の仕事を手伝っている。夜に仕事をしているため寝不足気味で、昼間はよく学園の庭で昼寝している。趣味は絵本を読むことで、学園では1年生ながら絵本部を立ち上げて活動中。
宮城野 紗由（みやぎの さゆ）
声：遠野そよぎ/岡嶋妙
8月1日生まれ/しし座 T146/BW40 B77（AA）/W49/H79 テーマ曲：スイミング
学園三部1年C組。通称は「さゆっち」。天真爛漫な性格から本来の年齢より幼く見える。髪型はオレンジもしくは明るい茶髪のショートヘアで頭頂部にアホ毛がある。走ることが大好きで、小さな身体で学園中を飛び回っている。猫好きのため猫耳型のカチューシャをいつも頭に付けている。部活は美姫と同じボランティア部に所属。美姫とは「みっきー」、「紗由っち」と互いに呼び合う友人同士。本人に似た人形「さゆりん」を連れていて、腹話術でよく会話している。

### サブヒロイン
有馬 緋雨（ありま ひさめ）
声：伊吹奏音/みやあかね
9月21日生まれ/乙女座 T161/BW48 B82/W51/H81
学園三部2年C組。美姫の親友で、光一とクラスメイト。冷静沈着な大和撫子で、髪型も黒のロングヘアー。真面目で正義感が強く、木に登って下りれなくなった紗由を受け止めそこね、うっかり彼女の身体の一部を触っていた光一を当初痴漢と勘違いして日本刀を突きつけ、警察に突き出そうとした。島にある由緒高き蛭子神社の娘で父親は神主。巫女として家業を手伝う傍ら、夜は退魔師として悪霊を成仏させている。彼女は全く霊感がないため、霊を見ることができる眼鏡を着用して仕事にあたっている。自分一人だけの刀剣部に所属し、愛刀・神刀狐丸（しんとうきつねまる）の話になると急に饒舌になる。
PC版ではサブキャラクターだったが、PS2版でヒロインになった。
妃 弓鶴（きさき ゆづる）
声：未登場/植田佳奈
7月28日生まれ/獅子座 T164/BW49 B88/W56/H84
学園三部2年A組。とある目的のために春賀島へやって来た魔物ハンター見習い。光一を魔物と決め付け、愛銃「ルナ」でところ構わず撃ちまくる。ただし、射撃の腕は確かなのだが、何故かいつも当たらない。
PS2版で追加されたヒロイン。
ネン
声：仲原あおい/畑谷明日香
異形の身なりをした、閻魔大王の使いの少女。相棒のアオアを連れている。
PC版ではサブキャラクターだったが、ファンディスクで攻略ストーリーが収録された。

### サブキャラクター（琴が丘学園）
勝井 扇太郎（かつい せんたろう）
声：島崎比呂/成瀬誠
学園三部2年C組で光一のクラスメイト。一見不良風だが、情に厚く大胆な好青年。「アイキャンフライ!」が口癖で、恐れ知らずに思い切った行動をとることもしばしば。病弱な姉がいる。放課後は自分1人の「デカダン部」で活動している。
市原 瑞希（いちはら みずき）
声：柚木かなめ/河原木志穂
学園三部1年E組。無月のクラスメイトで水泳部所属。明るく人なつっこい少女。1年生ながら水泳の技術は他の部員と一線を画しており、部のムードメーカーでもある。顧問に毎日しごかれているが、弱音を吐かない強さも持つ。
近藤 杏子（こんどう きょうこ）
声：石川乃奈/不明
美姫の古くからの友人。琴が丘学園三部2年。ボランティア部所属。物静かな少女だが、美姫に対してライバル心をたぎらせており、学業成績や部活での勝ち負けにこだわっている。内地にあるブティック「デートコース」のオーナーの娘でもある。
汀 桜子（みぎわ さくらこ）
声：戸沼ゆず/高梁碧
学園一部5年C組。光一・無月の従妹。髪型は明るい茶髪のポニーテール。好奇心旺盛で天真爛漫。水泳が得意で、島外のスイミングスクールに通っている。汀家は春賀島で有数の名家で、彼女も学園で一目置かれる存在。
望月 大（もちづき まさる）
声：笠原准/久保田恵
学園一部5年C組。桜子のクラスメイト。愛称は「ダイくん」。気弱で引っ込み思案な少年。
ヌイグルマー
声：菱勝/岡野浩介
学園三部2年C組の担任男性教師。等身大でピンク色のウサギのぬいぐるみを常に抱えて歩いている。言動も変わっていて、人間不信で時折殺人衝動も見せるが、生徒達からは黙認（黙殺）されている。
水泳部顧問
声：秋山樹/不明
学園水泳部の男性顧問。筋肉質でいかつい風貌。いつも竹刀を持ち、特に瑞希を集中的に厳しく指導している。
小柳（こやなぎ）
声：不明
学園水泳部員。入部当初の行野兄妹の指導に当たった女子。立ち絵は無く、声のみの出演。

### サブキャラクター（その他）
行野 寒月（ゆきの かんげつ）
声：牛柳亀三/宝亀克寿
光一の祖父。春賀島の有力者で、琴が丘学園の理事長や、島を環状に走る路面電車「春賀島電鉄（通称・春電）」の会長等を務め、グループ企業を束ねている。裕福であることを決して鼻にかけない、心優しい老紳士。一方で、筋肉トレーニングを日々欠かさないマッチョな肉体派でもある。光一・無月・ののかなどには自分を「グランパ」と呼ばせている。
汀 国治（みぎわ くにはる）
声：阿川秋也/波多野和俊
桜子の父。汀家の嫡男にあたり、2人の姉（光一の母と無月の母）が失踪したため汀家で気苦労している。線が細く頼りない印象。
佐山 ののか（さやま ののか）
声：鈴美巴/藤原美央子
少年時代の光一の知り合い。旧姓「岡本」で、現在は大学生で既婚者。家庭環境から、家族に対するこだわりが強い。夫の転勤で島に戻って来た。光一はかつて「のん姉」と呼んでいたが、それ以外のことはよく憶えていない。
会田 ゆき（あいだ ゆき）
声：葉村夏緒/不明
学園三部1年。紗由とは内地で一緒の学校に通っていた頃からの付き合いだが、最近は遠巻きに紗由を眺めるだけで距離をおいている。
園部 薫（そのべ かおる）
声：葉村夏緒/西口有香
幽霊の少女。明るく元気に街を走り回っており、自分が既に死んでいることに気付いていない。
薫の母親
幽霊となった我が子の薫を成仏させて欲しい、と緋雨へ依頼する。
ひな
声：仲原あおい/畑谷明日香
無月と瓜二つの容姿をしている謎の少女。時折光一やヒロインの前に現れる。常に日傘を持ち歩いている。本人曰く、島で噂されている「誰かを好きになると、懐かしい場所へ連れて行ってくれる」女の子らしい。
さえ
声：石川乃奈/森沢芙美
光一が子供の頃、いつも春賀島の丘の上にいた女性。光一の母親に似ている。本人曰く「さえ」は役職名のようなものらしい。
アオア
声：みるく/同左
ネンの相棒で、使い魔のような存在。猫のような姿だが、本人曰く「誇り高きオオイオの一族の末裔」。
アニキ
声：秋山樹/不明
舍弟（しゃてい）
声：菱勝/岡野浩介
チンピラの2人組。もともと香具師だったが、以前の夏祭りで泥棒事件を起こし、今はチンピラに成り下がっている。

行野 義男（ゆきの ひさお）
声：秋山樹/不明
光一の父親。本編の光一の解説によれば東京で大学の助教授をしている。無月の島行きに度々反対していた。故郷でありながら、自身も島を遠ざけており、光一と無月が島へ行ってからも一人で東京に残っている。また、無月と国治を会わせないように光一に言っている。
光一の母（こういちのはは）
声：鈴美巴/藤原美央子
本名不詳。義男と離婚しており、現在は行方不明になっている。見た目や声はさえに酷似している。
月村 茂（つきむら しげる）
声：菱勝/岡野浩介
美姫の父親。本編の光一の独白によればロマンスグレーの紳士的な男性。娘が部活動のために、色々な場所に出向くのが心配という理由でボランティア部をやめて欲しいと思っており、光一にも伝えている。
美濃部 悠里（みのべ ゆうり）
声：大野まりな/不明
光一が幼い頃、よく公園で遊んでいた少女。光一は「悠里お姉ちゃん」と呼んでいた。光一にとっては初恋の人でもある。

## 舞台・用語
春賀島（はるかじま）
本作の主な舞台。東京からかなり離れた西日本の某県に位置する島。緋雨曰くかつては「遥か島」と呼ばれ、徒歩で渡れそうなくらい近い島であるにもかかわらず、内地の住民からは心理的に遠い島として語られていた。人口はさほど多くはない田舎の離島だが、本編での主人公の解説によれば寒月が運営する春賀島電鉄の環状線の路面電車が運行されている。本土とは鉄橋で結ばれており、本土と行き来するためのバス便も少ないながら存在している。海水浴場があるため、シーズン時には観光客でそれなりに賑わう。島自体が発展から取り残されたような所があり、昔ながらの古い街並みが多く残っている。緋雨曰く平和で陰湿な所も無い穏やかな島だが、とある秘密がある。
琴が丘学園（ことがおか）
島で唯一の教育機関。光一やヒロインたちが通っている。本編冒頭で登場する地図によれば、島の北東部の海水浴場の近くに位置しており、寒月の屋敷からも近い。いわゆる一貫校であり、田舎の離島の学園にしてはかなり規模が大きく、豪奢な校門の立派な建物。校門前には中央に銅像が置かれた噴水もある。元々は寒月の経営する私学がその前身である。大きく分けて小学生に当たる「一部生」、中学生に当たる「二部生」、高校生に当たる「三部生」の3つの部門に分かれており、それぞれ一つずつ洋風の校舎が存在しており、グラウンドは校舎裏に位置している。なお、部活に入れるのは三部からであり、一定の部員数が無ければ使用出来ない。
制服は男子は青いライン入りの開襟シャツと紺のズボン、女子は青と白の丸襟セーラー服。女子は学年ごとにリボンの色が異なっており、無月や紗由などの三部生の一年生は赤、美姫や緋雨などの二年生は黄色になっている。美姫によると、体操服は2000年代後半は既に少数派になっていたブルマーがなぜか採用されている。なお、桜子などの一部生は私服である。また、一般的には教室前の廊下もしくは教室内に置かれている事が多いロッカーは、この学園では昇降口に設置されている。不便な離島にあるにもかかわらず、本土出身の者も含めて多くの学生から人気がある。部員数に下限が設けられていない珍しい学園でもあり、実際に緋雨の属する刀剣部や扇太郎の所属するデカダン部などは部員一名で存続が許されている。そのため学園は部活数が多く、緋雨曰く「群雄割拠の様相を呈して」いる。
プロムナード
緋雨が光一に教えた校門から校舎まで続く道の名前。木陰など日陰が多く景色も良いため夏場の昼休みにはよく混む。春電の停留所もこの道にある。
部室棟
校庭の片隅にある施設。二階建てのプレハブの二棟の建物で、ボランティア部などの文化部が多く入居している。
行野邸
寒月の自宅で光一たちの居候先でののかがメイドとして働く場所でもある。学園ほどではないが、かなり規模の大きな和風邸宅。学園から見て北西方向に建っている。いわゆる武家屋敷風の立派な造りの表門が特徴。
丘
後述の神社の境内の裏手の階段を登ったところにある、海に面した崖。島民からは岸とも呼ばれ、畏敬の対象になっているが、それらの理由は誰も知らない。美姫が光一に語った話によれば後述の都市伝説に登場する「懐かしい場所」はこの場所を指している。
蛭子神社
島の南側の山頂付近に立つ神社。長い石段を登った先にある。緋雨の実家であり、彼女と春乃はこの神社の巫女として働いている。田舎の神社としては規模が大きく境内も広い。子供の頃は光一もこの神社の境内で遊んだことがある。
中洲商店街（なかす）
島の中央部を東西に伸びる商店街で島唯一の買い物スポット。昔ながらの個人商店が並んでおり、軍人将棋やフラフープなどの時代錯誤とも言える物も平然と売られている。島から鉄橋を渡ってすぐの本土側に規模の大きな商店街があるため、観光客の利用は少なく、地元民の利用が主である。
春賀島電鉄
寒月が会長を務める私鉄。オレンジ色の車体の路面電車で環状線になっており、島の住民の足として島民の生活を支えている。通称「春電」。学園と経営者が同じであり、琴が丘学園の敷地内にも軌道が引かれている。
鉄橋
本土側と島を結ぶ赤色のトラス橋。寒月によれば彼が誘致した物であり、島と内地との行き来をしやすくしている。片側一車線のそれほど大きくはない橋だが、歩道も整備されている。
内地
本土側の島での呼称。作中では特に橋を渡った先にある商店街周辺の地域を指す。一地方都市に過ぎないが島よりは便利で、深夜営業のコンビニなど島には無い施設もあるため、この街まで買い出しに出る島民も少なくはない。
行野家
光一及び寒月の一族。島で一番の名家であり、島民全体の尊敬を集めている。反面それを利用しようとすり寄る者も少なくはなく、寒月曰く行野家の名前は水戸黄門の印籠のような物とも言われる。実質的な島の権力者と言える。
汀家
桜子の実家。行野家の分家筋に当たる。行野家と同じく島民の尊敬を集めている名家であり、行野家同様に苦労も多い。
吸血種
一般に知られる吸血鬼に似た者たちの事。血を見ると理性が失われ、その血を吸いたくてたまらなくなる。ただし吸血鬼とは異なり、鏡に映らない、ニンニクを嫌う、日光で灰になるなどといった事はない。

## 主題歌
（出典：）
オープニングテーマ「硝子のLoneliness」
歌：Riryka / 作詞：こだまさおり / 作曲：前澤寛之 / 編曲：藤田淳平
エンディングテーマ1「Crystal Love」
歌：Kazco / 作詞：こだまさおり / 作曲：牧野幸介 / 編曲：虹音
エンディングテーマ2「Brilliant Days」
歌：Riryka / 作詞：こだまさおり / 作曲：植木瑞基 / 編曲：佐々倉マコト (Angel Note)
挿入歌「Bitter sweet pain」
歌：霜月はるか / 作詞：こだまさおり / 作曲：藤井亮太 / 編曲：RJ Factory
挿入歌「エターナル」
歌：片霧烈火 / 作詞：こだまさおり / 作曲：藤井亮太 / 編曲：佐々木聡作
挿入歌「One-way Shining」
歌：茶太 / 作詞：こだまさおり / 作・編曲：藤井亮太
イメージソング「Perfect tears」
歌：Riryka / 作詞：こだまさおり / 作曲：田村信二 / 編曲：菊田大介
PS2版オープニングテーマ「Frozen Tear」
歌：Ceui / 作詞：Ceui / 作曲：小高光太郎 / 編曲：小高光太郎

## スタッフ
（出典：）
- 企画・シナリオ：呉
- メインキャラクターデザイン：Mitha
- サブキャラクターデザイン：えんどり
- 原画：Mitha（美姫・無月）、成瀬守（春乃）、稲垣みいこ（ののか・紗由）、えんどり（サブキャラクター、光一）[10][17]
- CG：かやか、うどん粉、ヤマカゼ、ひなたなお
- 背景：さざんか
- BGM：Angel Note
- 作中ムービー：癸乙夜 (Mju:z)
- プロデュース：恋純ほたる

## 反響・批評
| 部門名   | Getchu.com |
| -------- | ---------- |
| 総合     | 20位       |
| シナリオ | 圏外       |
| 主題歌   | 11位       |
| 音楽     | 17位       |
| 映像     | 圏外       |
| システム | 圏外       |

本作のリリース後、ゲーム作品などの販売を行うGetchu.comにおいて2007年8月のPCゲームセールスランキングにおいて3位にランクインした。さらに同年の年間セールスランキングでは23位にランクインした。2007年に実施されたGetchu.comでの美少女ゲームソフト人気投票における各部門の順位結果は右に示す通りとなった。同人気投票のヒロイン部門において、本作のキャラクターは圏外となっている。
洋泉社が発行した『アニソンマガジン』のゲームソングレビュー集のなかでライターの澄川龍一は、主題歌「硝子のLoneliness」はトランスであると指摘し、Rirykaの「エヴァーグリーンな歌声」、前澤寛之による「センティメンタルなメロディーライン」、藤田淳平による「ゴージャスかつ劇的なサウンド」について称賛した。Getchu.comの人気投票においてもユーザーから主題歌に感動したというコメントが寄せられている。

## 関連商品
（出典：）

### ビジュアルファンブック
Clear -クリア- ビジュアルファンブック
2008年4月28日発売 / 監修・協力：MOONSTONE / 編集：ポストメディア編集部 / 発行：一迅社 / ISBN 978-4-7580-1106-8
キャラクター＆ストーリー紹介、版権イラスト・ラフイラスト・線画、ゲストイラスト（なつめえり・七海綾音・仁村有志・みけおう・little）、スタッフインタビュー（恋純ほたる・呉・Mitha）などを収録。

### 音楽作品
Clear イメージソング「Perfect tears」
2007年5月23日発売 / レーベル：ランティス
Clear ボーカルミニアルバム
2008年6月4日発売 / レーベル：ランティス
Clear オリジナルドラマCD
2008年5月9日発売 / レーベル：ランティス
ドラマCD『ドキッ☆女だらけの温泉旅行』
DreamParty大阪・DreamParty東京・日本のゲーム販売店舗にて無料配布された。

### コミカライズ
Clear いつか立ったあの丘で―
原作：MOONSTONE / 作画：ユキヲ / ストーリー協力：寿トリノ
月刊コンプエース（角川書店）にて、2007年8月号より2008年7月号まで連載。コミックスは角川コミックス・エースから全2巻。
1. 2008年3月26日発売[33] / ISBN 978-4-04-715010-2
2. 2008年6月26日発売[34] / ISBN 978-4-04-715068-3

### ノベライズ
Clear ショート・ストーリーズ
2008年3月1日発売 / 著：影山二階堂 / 監修：MOONSTONE / 発行：ハーヴェスト出版 / ISBN 978-4-434-11603-2

### その他
- Clear 琴が丘学園 コスプレ用制服
- TRADING CARD Clear
- Clear 月村 美姫 フィギュア 白ニーソ・黒下着Ver.